# Wevelinghoven (Adelsgeschlecht)

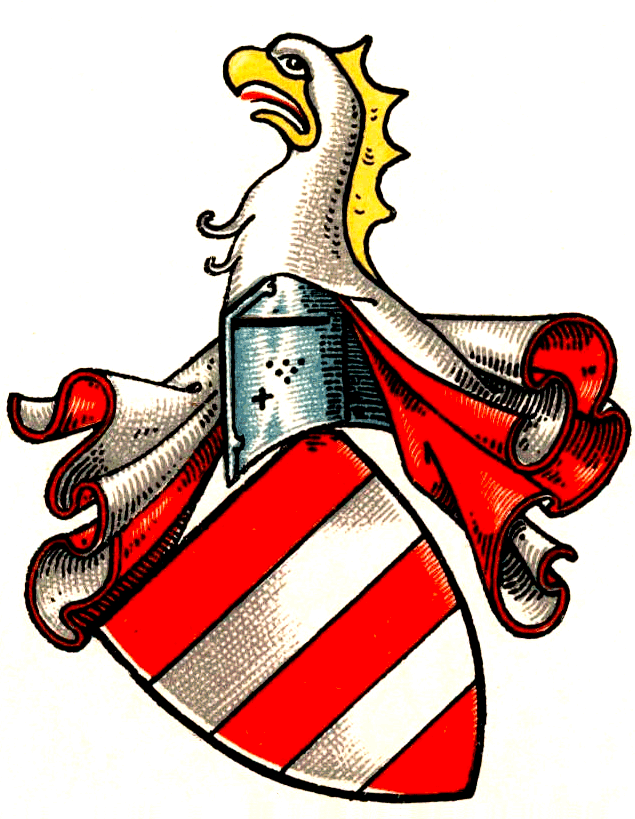
Wappen derer von Wevelinghoven

Das Haus Wevelinghoven war neben den von Hochstaden eines der bedeutendsten rheinischen Adelsgeschlechter. Die Burg Wevelinghoven liegt auf der Gemarkung von Wevelinghoven in Grevenbroich im Rhein-Kreis Neuss in Nordrhein-Westfalen.
Die Herren von Wevelinghoven werden aufgrund ihrer langen Geschichte zum rheinischen Uradel gezählt. Ihre Ursprünge liegen in der Zeit der karolingischen Kaiser. Die Reihe ihrer Ahnen blickt auf eine Vielzahl bedeutsamer weltlicher wie auch geistlicher Persönlichkeiten zurück. Bis in das 13. Jahrhundert hinein hat die Familie so die Geschicke der Region mitbestimmt.

## Die Familien des Hoch-, niederen und Amtsadels

### Die Herren von Wevelinghoven
Das Stammhaus der Herren von Wevelinghoven lässt sich zwischen der kleinen mittelalterlichen Stadt Hülchrath (heute Ortsteil von Grevenbroich) und dem römischen Neuss lokalisieren. Bildhaft überliefert ist als Hochadelssitz innerhalb der früheren Herrschaft Wevelinghoven nur das befestigte Schloss derer von Lievendahl (s. u.). Im Verlauf der Jahrhunderte konnte die Familie ihren Besitz jedoch immer weiter vergrößern. Zuletzt erstreckte er sich über die größeren Dörfer und kleineren Ortschaften wie Langwaden, Wyngarten, Zumbusch, Grebbe (Grubbenvorst, NL), Bergen, Meschede, Bracht, Born, Welde, Gresbend, über den Zoll auf der Maas zu Venlo und den Weiler Wevelinghoven gen Sittard im Gelderland. Die Familie ist mit gräflichen und freiherrlichen Verwandtschaftszweigen ausgezeichnet. Sie war aufgrund der intensiven Heiratspolitik des Mittelalters und anderer politischer Erfolge ihrer Herren in den kölnischen, jülichschen und gelder'schen Gebieten sehr verbreitet. Durch die angesprochenen Heiraten mit noch heute existierenden Herrscherhäusern wie Hessen, Katzenellenbogen, Nassau, Schauenburg und anderen Dynastengeschlechtern konnte sie die verwandtschaftlichen Beziehungen nutzen.

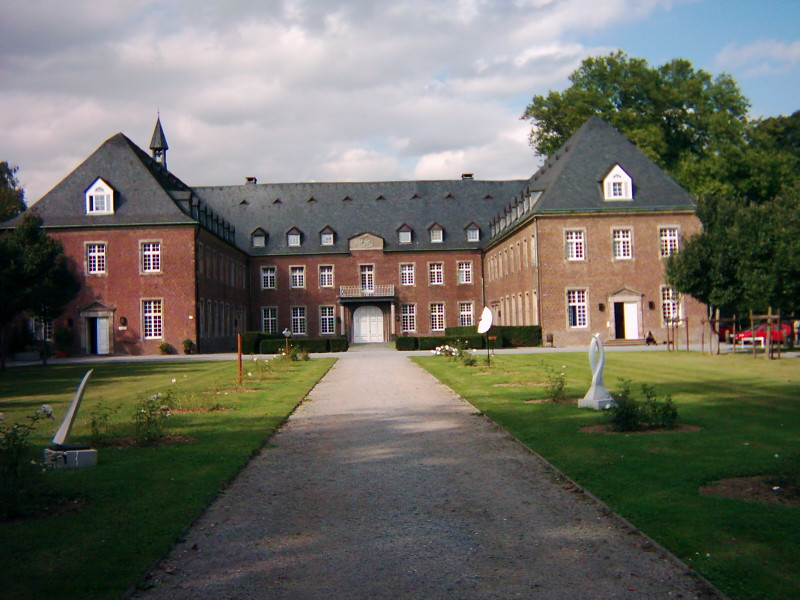
Kloster Langwaden heute

Nach einer Überlieferung soll sich ein Ahnherr der Familie bereits um das Jahr 809 im Münsterland während des Aufbaus des Bistums Münster unter dem Bischof Richard durch große Umsicht und hohe Tapferkeit ausgezeichnet haben. Christian I. von Wevelinghoven – ebenfalls genannt der Tapfere – stiftete um 1145 die alte Prämonstratenserabtei Langwaden, die sich in unmittelbarer Nähe seines Stammsitzes befand. Dadurch sicherte er sich in den Grenzen seiner Herrschaft auf geistlicher Seite gegen die Herren von Hochstaden ab, die das Recht besaßen, die Pfarrstelle in Wevelinghoven zu besetzen. Christian war wegen seines Mutes und seiner Tapferkeit ebenso bekannt und gefürchtet wie der Ahnherr des 9. Jahrhunderts. Überliefert ist in diesem Zusammenhang seine Teilnahme an den Kreuzzügen unter Papst Eugen III. und an den Kämpfen gegen die Sarazenen unter König Konrad III. Sein Bruder Bernhard von Wevelinghoven war in den Jahren 1125–1141 Prälat der Abtei Werden. Von den Kindern Christians wurde seine Tochter Kunigunde zur Äbtissin am St. Quirinus-Stift in Neuss. Sie starb 1172. Nachfolgerin wurde ihre Schwester Sophia, unter deren Amtstätigkeit der Grundstein zu der noch jetzt bestehenden Münster- oder Quirinuskirche gelegt wurde.
Diese Amtstätigkeiten der weiblichen Sprösslinge der Familie von Wevelinghoven lassen auf eine hohe Strebsamkeit im Familienstamm schließen, denn im Hochmittelalter war das Amt einer Äbtissin die höchste politische Ebene für eine Frau. Es ermöglichte ihr, auf Augenhöhe mit den Mächtigen im Reich zu wirken. Das Amt sicherte ihr sogar einen Sitz im Reichstag.
Berühmtester Spross des Hauses derer von Wevelinghoven ist aber der spätmittelalterliche münsterische Bischof Florenz von Wevelinghofen (1364–1379). Er wurde als jüngster von drei Söhnen in der damaligen Herrschaft seines Vaters Friedrich I. von Wevelinghoven geboren. Neben vielen militärischen und wirtschaftlichen Erfolgen für die Bistümer Utrecht und Münster zeichnete sich seine Amtszeit vor allem durch die Wirren um Papst Urban VI. und den Gegenpapst Klemens VII. aus.
Der bekannte Reitergeneral Johann von Wevelinghoven wurde von Kaiser Ferdinand III. am 6. Mai 1642 zu einem Baron und Bartnerlherrn des Reiches ernannt. Dieser nichterbliche Titel ging der Familie nach seinem Tod im Jahre 1659 an den Folgen einer Verwundung wieder verloren. Er liegt in der Kathedrale St. Michael und St. Gudula zu Brüssel begraben.
In Wevelinghoven starb das Geschlecht der Herren von Wevelinghoven schon im Jahre 1446 mit dem Tod von Wilhelm II. von Wevelinghoven aus. Er hatte zuvor um das Jahr 1418 die Alfterer Erbtochter Ricarda geheiratet und so den Besitz von Schloss und Herrlichkeit Alfter samt dem Kölner Erbmarschallamt erlangt. Seine Tochter Irmgard von Wevelinghoven ehelichte 1433 den Grafen Johann VI. von Salm-Reifferscheid und Dyck. An diesen gingen 1461 die Herrschaft Alfter sowie das Erbmarschallamt. Dieser Übertragung war eine Vereinbarung zwischen Irmgard und Johann vorhergegangen, die den weitverzweigten Sprösslingen ihrer Familie (u. a. des Sittarder Familienzweiges im heutigen Nettetal) ein gutes Auskommen sicherte. Der Titel Herr von Wevelinghoven und das Lehnsrecht gelangten durch die Heirat der älteren Tochter Anna nach Wilhelms Tod an die Herren von Gemen und 1492 mit deren Aussterben schließlich an die Grafen von Steinfurt. Die Grafen von Bentheim führen nach der Übernahme des Titels der Herren von Wevelinghoven im Jahre 1582 diesen bis heute.
Diese kleineren Adelsfamilien, welche den Namen von Wevelinghoven in der Folgezeit führten, gehen auf den Amtsadel des Spätmittelalters zurück. Der Ursprung all dieser Adelsgeschlechter ist wohl im Rahmen der üblichen spätmittelalterlichen Praxis zu sehen, fähige Knechte und Bauern in den Stand eines nicht erblichen Verwalters zu erheben. Dieser Umstand ließ im weiteren zeitlichen Verlauf und der zunehmenden räumlichen Distanz zwischen Grundherr und Gutsherr (Lehen, Aussterben des Geschlechts) den Letzteren in eine Art Ritterstand aufsteigen, was die erbliche Weitergabe von Name, Funktion und später auch Eigentum zur Folge hatte. Heute werden ihre Güter teilweise vom Hause zu Droste-Vischering von Nesselrode verwaltet (Haus Busch und Kloster Langwaden), teilweise von der katholischen und der evangelischen Kirchengemeinde genutzt.

### Die von Wevelinghoven zu Sittard
Außerhalb Wevelinghovens führten durch die Verwandtschaft des 15. Jh. mit dem Hause der Herren von Gemen (s. o.) die von Wevelinghoven zu Sittard bei Nettetal-Lobberich den alten Titel weiter. Die letzte Freifrau von Wevelinghoven zu Sittard starb 1955. Der Ort ihrer Ansiedlung trägt bis heute noch den Namen An Wevelinghoven und ist somit eine Nachgründung durch Titelwanderung. Alle anderen Geschlechter starben noch vor der französischen Revolution aus.

## Wappen
Das Stammwappen derer von Wevelinghoven zeigt in rotem Schild zwei silberne Balken. Auf dem Helm mit rot-silbernen Decken ein silberner rechtsschauender Adlerkopf mit goldenem Schnabel und goldenem Kamm den Rücken hinab.

Schlichte Wappen sind für den frühen Hochadel typisch. Wir finden es in Reinform bspw. auf vielen Darstellungen des münsterischen Bischofs Florenz von Wevelinghofen. Es wurde im Laufe der Zeit und durch Nutzung seitens des Amtsadels durch einen schwarzen Schwan auf einem Helm und grüne Ranken ergänzt. Die spätere Stadt Wevelinghoven führte dieses reich verzierte Wappen bis 1938. Im GHdA wird das Wappen der uradeligen rheinischen Familie „von Wevelinchoven“ so blasoniert: „Gleich dem der 1460 ausgestorbenen Edelherren von Wevelinghoven: In Rot zwei silberne Balken. Auf dem Helm mit rot-silbernen Decken ein gold bewehrter schwarzer Schwanenhals.“

## Die Wevelinghover Adelssitze
In und um Wevelinghoven führten bis in das 19. Jahrhundert hinein noch Geschlechter des niederen Adels den Beinamen von Wevelinghoven. Diese waren im Einzelnen:
- die von und zu Hundt mit Sitz auf Haus Busch,
- die von Deutz mit Sitz in den Überresten der ehemaligen Vorburg der Herren von Wevelinghoven,
- die von Lievendahl mit Sitz im südlichen Wevelinghoven in der sogenannten Wölkersburg auf der heutigen Stadtparkinsel,
- die von Kerpen mit Sitz im nördlichen Wevelinghoven (Beesterhöfgen?),

Von diesen Sitzen ist das heutige Haus Busch der von Hundt als abgegangenes Wasserschloss im östlichen Wevelinghoven am besten erhalten.
Einer der imposantesten Zeitzeugen der Ortsgeschichte ist jedoch die Motte im Zubend. Als abgegangene Flucht- und Wasserburg mit hoher Wehrkraft zeugt sie von der weitreichenden politischen Bedeutung des Ortes im Mittelalter. Ihre Anlage wurde nach der Zerstörung im Truchsessischen Krieg 1583 im Laufe der Jahrhunderte regelmäßig Gegenstand ständiger baulicher Veränderungen. Zuletzt wurde sie Anfang des 19. Jahrhunderts – vermutlich in Napoleonischer Zeit – mit einem Gartenpavillon versehen und in die klassizistische Gartenanlage eingefasst. Die Lage innerhalb umfangreicher Reste eines weitläufigen Grabensystems lassen auf die hochmittelalterlichen Verteidigungsanlagen schließen. Ihre Bedeutung ist durch die Nennung im Zusammenhang mit dem Judenkreuzzug 1096 weitestgehend historisch gesichert. Ob sie allerdings tatsächlich Sitz der Herren von Wevelinghoven gewesen sein kann, ist fraglich.
Ihre Nähe zur alten katholischen Kirche, dessen Pfarrrecht die Herren von Hochstaden besaßen, lässt eher auf eine Anlage durch dieses Adelsgeschlecht schließen. Die Verbindungen beider Familien des rheinischen Hochadels zum erzbischöflichen Stuhl nach Köln im Laufe der Geschichte geben hierzu keinen entscheidenden Hinweis.
Auch die Gründung des Langwadener Klosters durch Christian I. von Wevelinghoven Ende des 12. Jahrhunderts lässt keinen festen Schluss über die Zugehörigkeit der Burg im Zubend zu.
Das vollständig zerstörte Wasserschloss der (auch als Herren bezeichneten) von Lievendahl bestand zu Beginn des 19. Jh. noch als Ruine. Heute kann man seine Lage nur noch an der ansteigenden Bodenformation und Mauerresten auf der Stadtparkinsel im Untergrund erkennen. Das ursprüngliche Alter der zugrundeliegenden Burg dürfte allerdings um ein wesentliches höher sein als die von Lievendahl (bis 1428). Begründet wird dies im Allgemeinen mit der ähnlichen Anlage wie die der Burg im Zubend. Die einzige bildhafte Darstellung befindet sich auf einer Abbildung aus dem Jahre 1649. Der Palas der Burg ist auch auf einer Darstellung der Ländereien der Deutschordensritter in Elsen aus dem 18. Jahrhundert gut zu erkennen.
Diesen Darstellungen und den Grundrissen auf der Tranchot-Karte von 1806/07 folgend kann man sich die Gebäude in einer ähnlichen Formation und Nutzung wie Schloss Hülchrath vorstellen.
Im Volksmund Wölkersburg genannt und heute noch auf einer Erftinsel im südlichen Wevelinghoven gelegen wurde die Anlage von den Amtsnachfolgern der ausgestorbenen Herren von Wevelinghoven als Residenz und Burg genutzt. Für den Erzbischof von Köln war sie als Lehnsgeber stets ein sogenanntes Offenhaus. Das bedeutet, er konnte es jederzeit persönlich oder mit seinen Truppen beziehen lassen. Aus dieser Burg ging im Jahre 1685 auch die Gründung der protestantischen Gemeinde von Wevelinghoven durch den damaligen Grafen von Bentheim hervor. Er hatte als protestantischer Fürst den evangelischen Christen über Jahre hinweg gestattet, ihren Gottesdienst in seiner Schlosskapelle abzuhalten.
Die von Kerpen können nicht mehr lokalisiert werden. Jedoch lässt der Verlauf von römischen und mittelalterlichen Straßen sowie Gräben und mittelalterlicher Bebauung mit zutagetretenden Fundamentresten eine Lokalisierung der Burg im nördlichen Wevelinghoven hinter dem sogenannten Beesterhöfgen vermuten. Ihr wird aufgrund ihrer Nähe zum Kloster zunächst die Rolle der Stammburg der Herren von Wevelinghoven zugeschrieben.